# أنشطة ترفيهية

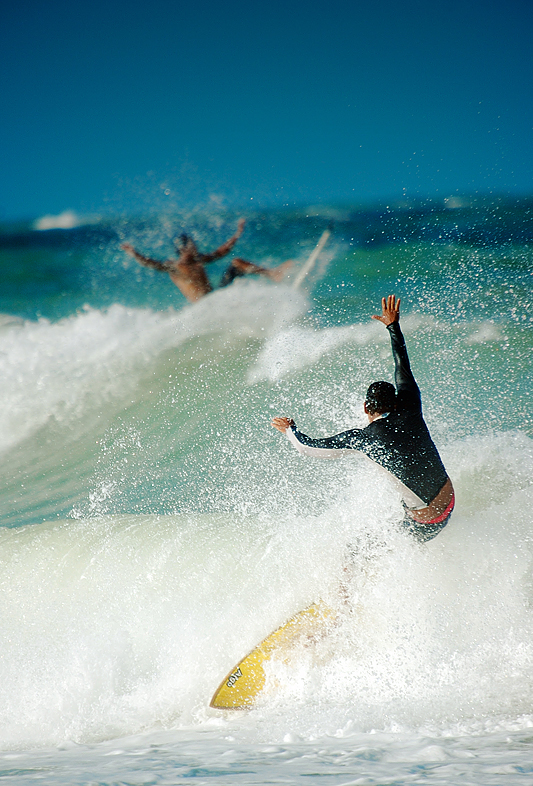
التزلج على الماء نوع من أنواع الترفيه

الترفيه أو الاستجمام أو التسلية أو الترويح هو نشاط نقوم به في أوقات الفراغ. وتعدّ «الحاجة للقيام بأنشطة ترويحية» عنصراً أساسياً في علم النفس وعلم الأحياء البشري. فنحن نقوم بالأنشطة الترويحية لغرض المتعة والتسلية، حيث أنها وسيلة "للمرح". كما يتضمن مصطلح الترفيه الربط بين سلامة العقل وصحة الجسد.

## الراحة شرط يسبق الترفيه
يقضي البشر أوقاتهم في ممارسة أنشطة الحياة اليوميةمثل العمل، والنوم، والواجبات الاجتماعية، والراحة. والمقصود بالراحة هنا التحرر من الضغوطات النفسية والاجتماعية. والراحة شرط أساسي للترفيه.وتزيد مدة الراحة لكثير من البشر مع تقدم العمر، حيث تضعف البنية الجسدية ويقل الاهتمام بالبحث عن مصادر الرزق. لكن هنالك من يزعم بزيادة ضغوطات الوقت في العصر الحديث بسبب تعدد المهام وكثرة الالتزامات. ومن العوامل الأخرى التي تزيد من أهمية الترفية انتشار ظاهرة الترف، والتوجه الاجتماعي للترفيه وزيادة التسويق على العروض الترفيهية.. وهنالك من يعتقد بأن الراحة ما هي إلا «وقت فائض» عن الحاجة بعد انقضاء ضرورات الحياة. بينما يعتقد آخرون بأنها القوة التي تسمح للفرد بالنظر والتأمل في القيم والحقائق المفقودة في أنشطة الحياة اليومية، كما أنه عنصر أساسي في تنمية الشخصية والتطور الحضاري. ولقد اتسعت دائرة تعريف مفهوم الراحة ليصبح الهدف بعد انقضاء العمل والمكافأة عليه، كما أن «الراحة» تعكس قيم وشخصية الأمة، ويعدّ الترفيه حق من حقوق الإنسان بموجب المواثيق العالمية لجمعية حقوق الإنسان.

## اللعب والترفيه والعمل
من الصعب فصل مفهوم الترفيه عن المفهوم العام للعب، وهوالمصطلح المستخدم في عملية الترويح عن الأطفال، حيث يحاكي الأطفال الأنشطة التي يقوم بها الكبار في حياتهم بطريقة مرحة.وتعدّ الألعاب والأنشطة الترويحية وسائل لتفريغ الطاقة البدنية الزائدة وتوجيهها نحوأنشطة مقبولة اجتماعياً تلبي الاحتياجات الفردية والاجتماعية للإنسان، وتشعره بالسعادة والرضى دون الشعور بالإكراه أو الإجبار. وبحسب المعتقد التقليدي فإن الترفيه يدعم العمل، لأن الترفيه ضروري «لإعادة شحن البطارية» واستعادة النشاط، وبذلك يتحسن الأداء في وهو نشاط نقوم به لأهميته الاقتصادية وفائدته الاجتماعية، ولكنه قد يكون نشاطاً ممتعاً ومحبباً للنفس وبذلك يصعب التفريق بينه وبين الترفيه.ويمكن للعديد من الأنشطة أن تكون عملا يؤديه الفرد، بينما يكون نشاطاً ترويحياً لأفراد آخرين.وعلى المستوى الفردي، قد يكون النشاط الترفيهي عملاً مع مرور الوقت، وقد يكون العكس. فالعزف على آلة موسيقية قد تكون مهنة وعملاً نقوم به، كما قد يكون نشاطاً ترويحياً، وقس على ذلك العديد من الأنشطة والأعمال التي نقوم بها.

## الأنشطة الترفيهية
يعدّ الترفيه جزءا هاما في حياة الإنسان وتختلف أشكاله تبعا للاهتمامات الفردية والتركيبة الاجتماعية المحيطة أيضا. ومن الممكن أن تكون أنشطة الترفيه جماعية أو فردية، وفعالة أو غير فعالة، وخارجية أو داخلية، وصحية أو غير صحية، ومفيدة أو ضارة للمجتمع. وتكاد أن تكون قائمة الأنشطة المألوفة غير منتهية؛ فهي تشمل معظم الأنشطة التي يقوم بها الإنسان، ومن الأمثلة على ذلك؛ القراءة، وعزف الموسيقى أو سماعها، ومشاهدة الأفلام أو التلفاز، والبستنة، والصيد، وممارسة الهوايات والرياضات، والسفر. ولا تعدّ جميع أنواع أنشطة الترفيه هادفة أو صحية أو مفيدة أو مقبولة اجتماعيا؛ فالقمار أو شرب الكحول أو الأنشطة اللا قانونية جميعها تعدّ أمثلة على ذلك. ويستخدم البعض العقاقير الترويحية لتعزيز تجربة الترويح عن النفس، وهذا موضوع واسع النطاق ومثير للجدل؛ حيث أن بعض العقاقير يقبلها المجتمع ويسمح بها في حدود معينة في حين أن بعضها الآخر غير مسموح به وتعدّ عقاقير غير قانونية.
تعدّ الأماكن العامة كالحدائق والشواطئ أماكن أساسية لممارسة الأنشطة الترفيهية. وقد صرح قطاع السياحة بأن عروض الترفيه بالأخص هي التي اجتذبت العديد من الزوار. وقد قامت الحكومة بدور هام في دعم أنشطة الترفيه بإنشائها وصيانتها وتنظيمها، وقامت جميع الصناعات أيضا بتطوير البضائع والخدمات. أما المشاريع التجارية المتعلقة بالترفيه فإنها تعدّ عاملا هاما في الاقتصاد، فلقد قدرت مساهمة قطاع الترفيه الخارجي في الاقتصاد الأمريكي بـ 730 مليار دولار سنويا موفرة 6.5 مليون وظيفة جديدة.

## الترفيه المنظم

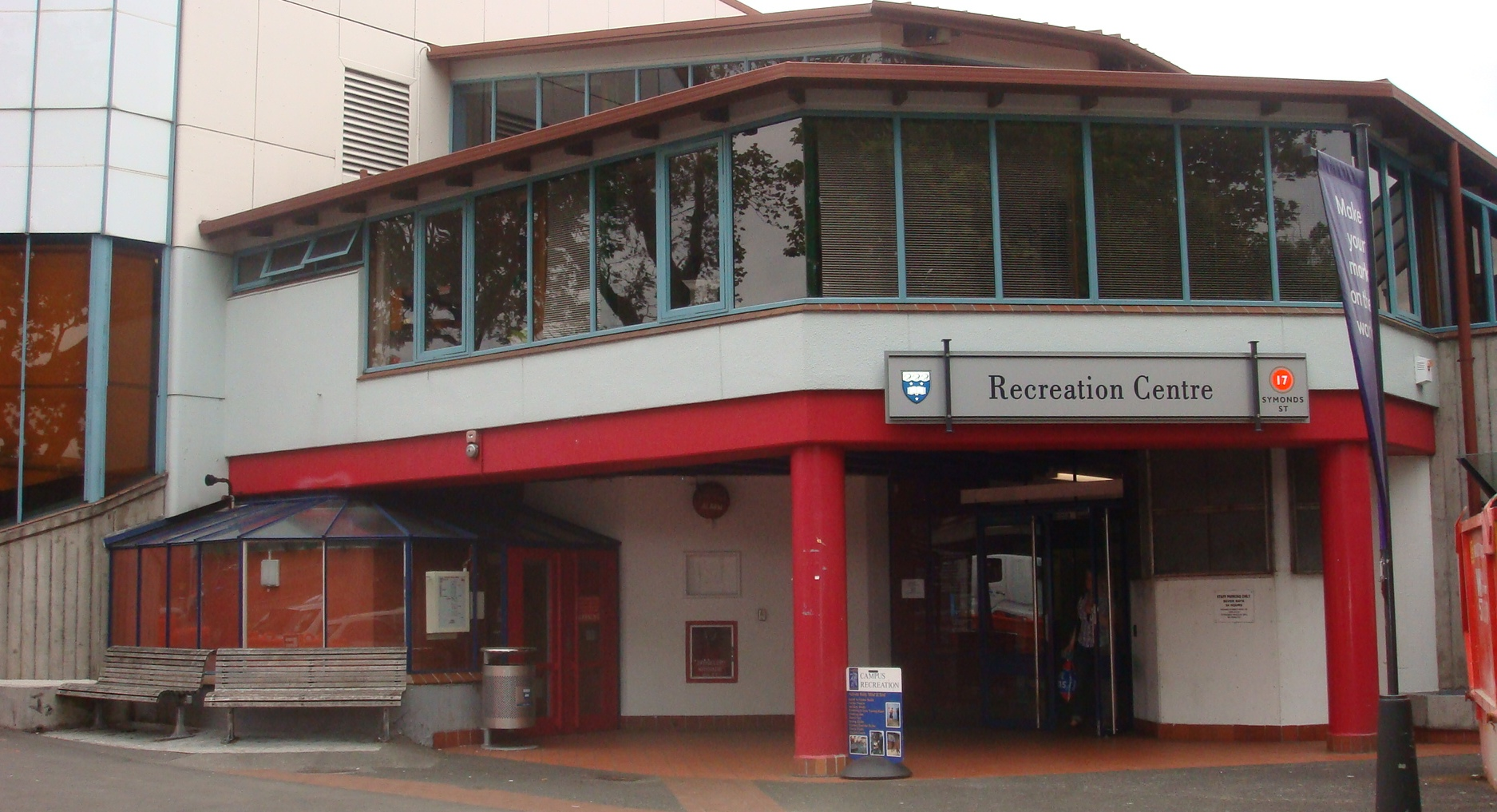
مركز الاستجمام في جامعة أوكلاند

عادة ما تقوم المؤسسات العامة، ووكالات العمل التطوعي، والمجموعات الخاصة المدعومة برسوم العضويات، والشركات التجارية بتنظيم الأنشطة الترفيهية. وتعدّ إدارة المتنزهات الوطنية، وجمعية الشبان المسيحيين، وكيوانس (جمعية رجالية أمريكية تعنى بخدمة المجتمع)، وعالم ديزني أمثلة على هذه الجهات.

## الصحة والترفيه
هنالك العديد من المنافع الصحية للترفيه، وتبعا لذلك فإن المعالجة بالترفيه قد تطورت للاستفادة من هذا التأثير. ويتم تطبيق هذه المعالجة في برامج إعادة التأهيل وفي رعاية كبار السن وذوي الاحتياجات الخاصة والمصابين بأمراض مزمنة. ويعدّ النشاط الجسدي مهما للتقليل من السمنة وخطر الإصابة بهشاشة العظام، وسرطان البروستات والقولون الأكثر انتشارا بين الرجال، وسرطان الثدي الأكثر انتشارا بين النساء، ولكنه لايقلل جميع أنواع الأورام السرطانية؛ فهناك ارتباط بين الترفيه الخارجي وارتفاع خطر الإصابة بسرطان الجلد. أما مغامرة الترفيه الخطيرة فهي بالطبع تجلب مخاطرها الناجمة عنها.

## الترفيه كمهنة
يتوقع من أخصائيي الترفيه أن يقوموا بتلبية احتياجات المجتمع الترفيهية أو اهتمامات مجموعة بعينها. وتطرح المؤسسات التعليمية برامج دراسية تنتهي بالحصول على درجة علمية مثل بكالوريوس الآداب في إدارة الترفيه. ويعمل الأشخاص الحائزون على مثل هذه الدرجات غالبا في الحدائق ومراكز الترفيه في المدن للقيام بأنشطة ومشاريع تخص المجتمع. وعلى أخصائيي الترفيه أن يقوموا بواجبات الوظيفة العامة؛ وهي التواصل مع المدربين ووضع الميزانية، وتقييم البرامج المستمرة. لدى معظم الولايات في الولايات المتحدة مؤسسة مختصة تعنى بمواصلة التعليم والحصول  على شهادة في إدارة الترفيه.و تقوم جمعية الحدائق والمتنزهات الوطنية بإدارة برنامج شهادة يدعى (خبير معتمد في الحدائق والمتنزهات) والذي يعدّ معيارا وطنيا لممارسات أخصائيي الترفيه المهني.

## مواضيع ذات صلة
- ترفيه
- القراءة
- فرقة وقت المرح الترفيهية
- الرياضة
- السلامة في المسطحات المائية